# Соболевская, Анна
Анна Соболевская (пол. Anna Sobolewska; род. 10 мая 1947, Гданьск, Польша) — польский писатель-мемуарист, литературный критик и историк; профессор, доктор наук. Мать журналистки Юстины Соболевской и жена известного кинокритика Тадеуша Соболевского.
Работает в Институте литературных исследований академии наук. Исследует творчество таких писателей, как: Корнеля Филипповича, Мирона Бялошевского, Ярослава Ивашкевича, Януша Корчака, Тадеуша Конвицкого, Юлиана Стрыйковского и других.
Автор книг «Психологическая проза Польши 1945—1950» (1979), «Мистика в повседневной жизни» (1992), «Маски Бога: очерки писателей и мистиков» (2003).
В 2002 году автобиографическая книга «Цела. Ответ на синдром Дауна», повествующий о первых 12 годах жизни второй дочери Цецилии, которая родилась в 1989 году с синдромом Дауна, была номинирована на литературную премию «Нике».

## Публикации
Научные:
- Polska proza psychologiczna 1945—1950, Wrocław, 1979, ISBN 83-04-00314-7.
- Mistyka dnia powszedniego, Warszawa, Open 1992, ISBN 83-85254-17-X.
- Maksymalnie udana egzystencja: Szkice o życiu i twórczości Mirona Białoszewskiego, 1997.
- Maski Pana Boga: szkice o pisarzach i mistykach, Wydawnictwo Literackie, Kraków, 2003, ISBN 83-08-03309-1.
- Mapy duchowe współczesności: Co nam zostało z Nowej Ery?, WAB, Warszawa 2009, ISBN 978-83-7414-346-2.

Иные:
- Cela. Odpowiedź na zespół Downa W.A.B. Warszawa, 2002, ISBN 83-88221-96-5.

В соавторстве:
- Sporne postaci polskiej literatury współczesnej.
- Sporne postaci polskiej literatury współczesnej: Kontynuacje.
- Sporne postaci polskiej literatury współczesnej: Następne pokolenie.
- Wielojęzyczność literatury i problemy przekładu artystycznego.
- Oniryczne tematy i konwencje w literaturze polskiej w XX wieku, 1999.